# 새벽외출
"새벽외출"은 1990년에 개봉한 대한민국의 영화이다.

## 캐스팅
- 정동환 : 정용 역
- 강석우 : 성윤 역
- 정낙희 : 은영 역
- 문명권 : Mr.M 역
- 한주현 : Mr.Q 역
- 허석도 : 친구 역
- 임자영 : Miss Y 역
- 김기종 : 교수 역
- 문미봉 : 성윤 모 역
- 홍윤정 : 정용 모 역
- 곽진정 : 용부 역
- 나갑성 : 사내 역
- 김지민
- 변은진
- 박은석